# Внутрішня енергія
Поняття внутрішня енергія стосується термодинаміки,  статистичної фізики, а також  фізики суцільних середовищ. Усяка термодинамічна система складається з величезної кількості часток.  Енергія руху і взаємодії цих часток називається енергією системи. Повна енергія термодинамічної системи розділяється на зовнішню і внутрішню. Частина енергії, що складається з енергії руху системи як цілого і потенціальної енергії, називається  зовнішньою енергією, друга частина — відноситься до внутрішньої енергії. 
З позиції молекулярно-кінетичної теорії внутрішня енергія системи вимірюється рівнем кінетичної енергії молекул цього тіла, проте подібні погляди недостатні для пояснення всіх відомих явищ виділення енергії (хімічні , атомно-ядерні реакції, тощо). Питання про істинну природу внутрішньої енергії тіл тісно пов'язане з вивченням будови матерії, що виходить за рамки можливостей  першого закону  термодинаміки. В основу побудови феноменологічної термодинаміки покладено загальне визначення внутрішньої енергії тіл і систем, яке не обмежує можливостей строгої побудови цієї науки на базі постулатів загальнолюдського досвіду. 
З цього погляду:  Внутрішньою енергією рівноважної  термодинамічної системи називається повний запас енергії  внутрішнього стану системи, визначуваний залежно від деформаційних координат і  
температури.

{\displaystyle U=U(x_{1},x_{2},...x_{n},t)}
Повний запас енергії внутрішнього стану системи ({\displaystyle U}) не може вважатися відомим на жодному рівні розвитку природознавства, проте  ця обставина не обмежує рівня спільності і точності математичних виразів основних принципів і розрахункових  співвідношень термодинаміки, оскільки в ці співвідношення  входять лише величини зміни внутрішньої енергії. 
Перелік складових частин повної енергії, що входять у внутрішню енергію, непостійний і залежить від вирішуваної задачі. Інакше кажучи, внутрішня енергія — це не специфічний вид енергії, а сукупність тих змінюваних складових частин повної енергії системи, які слід враховувати в конкретній ситуації. 

## Визначення супутніх понять
1. Термодинамічна система — виділена з довкілля макроскопічна частина простору, обмежена реальною або уявною поверхнею розділу. Термодинамічними системами вважають тільки ті макроскопічні системи, що знаходяться в рівноважному стані. [7]
2. Макроскопічними параметрами термодинамічної системи називають всі макроскопічні ознаки, що характеризують таку систему в її ставленні до навколишніх тіл. [8]
3. Стан термодинамічної системи — сукупність незалежних макроскопічних параметрів, що визначають її властивості. [9]
4. Термодинамічний процес — сукупність змін стану термодинамічної системи при переході з одного рівноважного стану в другий. [10]

## Історична довідка
Поняття внутрішня енергія ввів у термодинаміку  Рудольф Клаузіус (1850) , що не стурбувався привласненням спеціального найменування функції   {\displaystyle U}, використаною вченим в математичному формулюванні першого закону термодинаміки.  Згодом Клаузіус називав функцію  {\displaystyle U} просто енергією. Вільям Томсон (лорд Кельвін) (1851) в статті «Про динамічну теорію теплоти дав цій  новій  фізичній величині прийняте донині трактування і назву  Механічна енергія. Термін внутрішня енергія (internal energy)  належить У. Ренкіну.

## Властивості внутрішньої енергії
- Внутрішня  енергія  є скалярна величина, яка не залежить від вибору системи відліку. В її склад не входить кінетична енергія руху і потенційна енергія положення системи як єдиного цілого, а також кінетична

енергія середовища у середині системи (енергія зміщення елементарних областей при деформації твердих тіл і енергія потоків рідин і газів в середовищі).
- Внутрішня енергія є величина адитивна, тобто внутрішня енергія системи дорівнює сумі внутрішніх енергій її підсистем.
- Внутрішня енергія задається з точністю до постійного доданку, що залежить від обраного нуля відліку (наприклад, °C і 760 мм рт. ст.)
- Внутрішня енергія є  функцією стану термодинамічної системи.

На останній властивості ми зупинимося окремо.

## Функції стану і функції процесів в термодинаміці

Рис. Термодинамічний цикл

1. Функції змінних величин, які залежать від початкового і кінцевого станів системи і не залежать від шляху процесу, називаються функціями стану. Функції стану — це характеристики, які в кожній точці термодинамічної системи мають цілком певне значення, наприклад: внутрішня енергія, ентальпія, ентропія і так далі. Пояснемо це на прикладі. Візьмемо довільну термодинамічну систему, в якій відбувається деякий круговий термодинамічний процес, зображений на рисунку.   Для наочності представимо його графічно в координатах {\displaystyle {P-V}}. Під час проходження циклу система отримує теплоту {\displaystyle Q_{c}} і здійснює
роботу {\displaystyle A_{c}} . При цьому, відповідно до закону збереження і перетворення енергії, має виконуватися рівність:
{\displaystyle Q_{c}=A_{c}}. Розіб'ємо цикл на дві частини: першу (I)— 1-2-3 і другу (II)— 3-4-1. Пробігаючи першу частину циклу система одержує теплоту {\displaystyle Q_{1-2-3}} і здійснює роботу {\displaystyle A_{1-2-3}}, а для другої частини циклу маєм, відповідно, {\displaystyle Q_{3-4-1}} і {\displaystyle A_{3-4-1}}. Згідно рівнянням {\displaystyle Q_{c}=A_{c}} маєм:

{\displaystyle Q_{1-2-3}^{I}+Q_{3-4-1}^{II}=A_{1-2-3}^{I}+A_{3-4-1}^{II}}
або
{\displaystyle Q_{1-2-3}^{I}-A_{1-2-3}^{I}=A_{3-4-1}^{II}-Q_{3-4-1}^{II}}

Якщо другу частину циклу система проходить в зворотному напрямі, тобто шляхом 1-4-3, знаки теплоти і роботи міняються на зворотні. Тому для двох різних траєкторій переходу системи від стану 1 до стану 3 маємо: 
{\displaystyle Q_{1-3}^{I}-A_{1-3}^{I}=Q_{1-3}^{II}-A_{1-3}^{II}}

Якщо повторити ці міркування для шляхів I і II і всіляких інших траєкторій, дійдемо висновку, що при будь-якому шляху переходу системи із стану 1 у стан 3 різниця {\displaystyle Q-A} залишається постійною:
{\displaystyle (Q-A)_{1-3}^{i}}

Тут {\displaystyle i} — номер шляху. Різницю {\displaystyle (Q-A)_{1-3}}  можна розглядати як зміну деякої функції {\displaystyle U}

{\displaystyle (Q-A)_{1-3}=\Delta U=U_{3}-U_{1}}

Величина {\displaystyle \Delta U} показує, на скільки отримана системою теплота більше, ніж виконана нею робота; різниця між цими величинами є енергія, витрачена на зміну енергетичного стану самої системи. Тому функції {\displaystyle U} дали назву внутрішня енергія.
Внутрішня енергія термодинамічної системи включає кінетичну енергію усіх видів руху структурних її часток і потенційну енергію сил взаємодії між ними. Кінетична енергія залежить від температури, а потенційна енергія - від відстані між частками, тобто від займаного системою об'єму, у зв'язку з чим внутрішню енергію зручно виражати у вигляді функції двох змінних: питомого об'єму і температури: {\displaystyle U=(v,T)}
Як було показано вище, зміна  внутрішньої  енергії при переході системи з стану 1 у стан 2 не залежить від виду процесу переходу і дорівнює різниці рівней значень внутрішніх енергій в цих станах:

{\displaystyle \Delta U=U_{2}-U_{1}}

З урахуванням того, що {\displaystyle U=(v,T)},  диференціал внутрішньої енергії має вигляд:

{\displaystyle dU=\left({\frac {\partial U}{\partial T}}\right)_{v}dT+\left({\frac {\partial U}{\partial v}}\right)_{T}dv}

А оскільки і температура, і питомий об'єм — параметри стану системи, то і внутрішня енергія є функцією стану і повним диференціалом.  (Строгий доказ див. в книзі (рос.) Н.В. Аршава "Функции состояния термодинамических систем и функции термодинамических процессов".
2. Стан системи описується також за допомогою термодинамічних функцій, що не є незалежними від  шляху переходу системи з одного стану до другого і не є повними диференціалами, наприклад , теплота {\displaystyle Q} і робота {\displaystyle A} . На відміну від  функцій стану ці функції називають функціями процесу, або переходу.
Теплота  {\displaystyle Q}  є кількість переданої з довкілля  енергії в хаотичній формі, а робота  {\displaystyle A} є  кількість переданої енергії у впорядкованій формі. 
Відмінність теплоти і роботи від внутрішньої  енергії  {\displaystyle U}  полягає в тому, що внутрішня енергія, є енергією хаотичного руху усіх мікрочасток  системи, яка визначається в даний момент часу через власні (внутрішні) величини —(параметри стану), а теплота і робота визначаються  не лише через параметри стану, але і через зовнішні (граничні) величини, що  характеризують  особливості взаємодії системи з довкіллям, тобто  характеризують термодинамічний процес. Що стосується зміни (приросту) внутрішньої енергії {\displaystyle dU}, то він є повним диференціалом, що  однозначно визначається через параметри системи, (наприклад, температуру і об'єм), тоді як елементарні величини  теплоти {\displaystyle \delta Q}  і роботи {\displaystyle \delta A} є часткові (парціальні) прирости енергії системи,  які на відміну від повних             {\displaystyle dU} і частинний приростів, {\displaystyle \partial U}  не можуть бути однозначно визначені через параметри системи, і таким чином не є функціями аргументів.
Інакше кажучи, відмінність теплоти і роботи як частинних приростів енергії від повного приросту енергії (повного диференціала) полягає в тому, що повний приріст енергії  залежить лише від значень енергії у початковому і кінцевому станах системи, а часткові прирости енергії (теплота і робота) залежать не лише від початкового і кінцевого стану,  але і від співвідношення (відносної долі) цих величин в повній зміні енергії, тобто від процесу.
Проте, якщо процес заданий і звісна доля теплоти і роботи, то вона більше не є змінною величиною, що визначає процес, і тоді теплота і робота , як і внутрішня енергія, будуть функціями стану системи.
6. Зміна стану термодинамічної системи. 
При побудові термодинаміки приймається, що всі можливі енергетичні взаємодії між тілами зводяться лише до передачі теплоти і роботи.  У процесах зміни стану термодинамічної системи відбувається обмін енергією з довкіллям у вигляді передачі певної кількості теплоти або роботи, в результаті чого внутрішня енергія системи {\displaystyle U} змінюється. У незамкнутому процесі, при будь-якій зміні стану системи від вихідного стану 1 до деякого кінцевого стану 2, різниця між отриманою кількістю теплоти і виконаною системою роботою має одне і те ж значення, незалежно від шляху переходу зі стану 1 в стан 2.
{\displaystyle Q_{1-2}-A_{1-2}=idem}
У круговому процесі,  при поверненні системи з любого стану  до вихідного, усі параметри системи, які є функціями стану, отримують первісне значення.
Згідно з першим законом термодинаміки, при будь-якому круговому процесі зміни термодинамічної системи, різниця між отриманою системою кількістю теплоти {\displaystyle Q} і здійсненою нею роботою  {\displaystyle A} дорівнює нулю.
{\displaystyle \delta Q-\delta A=0}
або в інтегральному вигляді:
{\displaystyle Q-A=0}

## Експериментальне визначення внутрішньої енергії
У рамках термодинаміки абсолютне значення внутрішньої енергії   знайдене бути не може, оскільки вона задається з точністю до аддитивної постійної. Експериментально можна визначити зміну внутрішньої енергії, а невизначеність, обумовлену аддитивною постійною, усунути вибором стандартного стану у якості стану відліку. З наближенням температури до абсолютного нуля внутрішня енергія стає незалежною від температури і наближається до певного постійного значення, яке може бути прийняте за початок відліку внутрішньої енергії.
З метрологічної точки зору знаходження зміни внутрішньої енергії є непрямий вимір, оскільки цю зміну визначають за результатами прямих вимірів інших фізичних величин, функціонально пов'язаних зі зміною внутрішньої енергії.

## Внутрішня енергія фотонного газу
У термодинаміці рівноважне теплове випромінювання розглядають як фотонний газ, що заповнює об`єм. Внутрішня енергія такої системи безмасових частинок, що дається законом Стефана─ Больцмана, дорівнює :  
{\displaystyle U={{\frac {4\sigma }{c}}VT^{4}}}, 
де {\displaystyle \sigma } — постійна Стефана-Больцмана, {\displaystyle c} — електродинамічна постійна (швидкість світла у вакуумі). З цього виразу випливає, що внутрішня енергія фотонного газу 
адитивна за об'ємом.
Канонічне рівняння стану для внутрішньої енергії фотонного газу має вигляд:  
| {\displaystyle U(S,V)={\frac {4\sigma }{c}}V\left({\frac {3cS}{16\sigma V}}\right)^{\mathsf {\frac {4}{3}}}.} | (Канонічне рівняння стану для внутрішньої енергії фотонного газу) |

## Внутрішня енергія, як термодинамічний потенціал
Оскільки внутрішня енергія є функцією стану, то її можна визначити як термодинамічний потенціал, залежний від об'єму, числа частинок у системі, та ентропії: {\displaystyle U(V,S,N)}
Для квазістатичних процесів виконується співвідношення:
{\displaystyle dU=TdS-PdV+\mu dN\,}
де {\displaystyle T} —температура, {\displaystyle S} — ентропія, {\displaystyle P} — тиск, {\displaystyle \mu } — хімічний потенціал,{\displaystyle N}— кількість частинок у системі.